# 宝山街道 (贵定县)
宝山街道，是中华人民共和国贵州省黔南布依族苗族自治州贵定县下辖的一个街道办事处。
2014年2月25日，贵州省人民政府批复同意贵定县部分乡镇行政区划调整，新设置的宝山街道辖原定东乡及原城关镇的东方社区、南阳社区、庆熙社区、中山社区、宝花村、城东村、城北村、龙港村和原德新镇的新场村，街道办事处驻城东村

## 行政区划
宝山街道下辖以下地区：
中山社区、东方社区、庆熙社区、南阳社区、城北村、城东村、宝花村、龙岗村、新场村、高源村、农庄村、竹坪村和定东乡。